# László Fazekas
László Fazekas (* 15. října 1947, Budapešť) je bývalý maďarský fotbalista.
Hrál na postu útočníka, především za Újpesti Dózsu. Hrál na MS 1978 a 1982 a na OH 1968.

## Hráčská kariéra
László Fazekas hrál na postu útočníka za Újpesti Dózsu, Royal Antwerp a St. Truidense.
Za Maďarsko hrál 92 zápasů a dal 24 gólů. Hrál na MS 1978 a 1982. Hrál i na OH 1968, kde Maďarsko získalo zlato.

## Trenérská kariéra
Trénoval v Belgii Racing Jet de Bruxelles, SC Eendracht Aalst, KRC Harelbeke, Royal Antwerp a Berchem Sport.

## Úspěchy

### Hráč
Újpesti Dózsa
- Maďarská liga (9): 1969, jaro 1970, 1970–1971, 1971–1972, 1972–1973, 1973–1974, 1974–1975, 1977–1978, 1978–1979
- Maďarský pohár (3): 1969, 1970, 1975

Maďarsko
- Olympijské hry: 1968

Individuální
- Král střelců maďarské ligy (3): 1975–1976 (19 gólů), 1977–1978 (24 gólů), 1979–1980 (36 gólů)
- Maďarský fotbalista roku (1): 1970